# Amicizia (film)
Amicizia è un film del 1938 diretto da Oreste Biancoli.

## Trama
Un giovane, Giovanni, dopo essersi innamorato della moglie di un suo amico, Francesca, preferisce, per evitare conseguenze negative di trasferirsi altrove con un lungo viaggio per dimenticare. Dopo un periodo di diversi anni ritorna, con la pace nel cuore incontra nuovamente la donna che amava e questa volta sarà lei a confessargli il suo amore.
Il marito della donna inizia a sospettare qualcosa, ma come in molte commedie degli equivoci tutto si risolve nel nulla e senza drammi.

## La critica
« Si comincia con la farsa, si passa al grottesco, l'infatuazione egiziana di Francesca, che è la sola parte intelligente del film, e si finisce in un pasticcio comico, drammatico, sentimentale. D'uno stile non c'è neppure l'ombra. E poi è cinematografo quello in cui gli attori recitano come se fossero su un palcoscenico dimenandosi l'uno con l'altro, abbandonandosi a mosse forse caratteristiche della loro recitazione teatrale ma che, isolate su uno schermo appaiono claunesche e volgari?....» Arnaldo Frateili in Film del 10 dicembre 1938.

## Produzione
Prodotto da Angelo Besozzi per Aurora e Fono-Roma il film, tratto dal lavoro teatrale Amitié di Michel Duran, venne girato negli studi della Titanus in via della Farnesina a Roma.